# Jessica Coch
Jessica Alejandra Coch Montes de Oca (4. studenog 1980. Puebla,Mexico), poznatija kao Jessy Coch, je meksička televizijska glumica. Ostvarila je nekoliko uloga kao negativka u telenovelama. Najpoznatije su joj uloge Renate Valencie u seriji Moj grijeh i Roberte Monterrubio u seriji Kada zavolim vrijeme stane.

## Biografija
Jessica Alejandra Coch Montes de Oca se rodila 4. studenog 1980.godine u Puebli, Puebli u Mexicu. Kao kći Argentinca i Meksikanke, Jessica je počela studirati glumu u Centro de Capacitacion Artistica de Televisa u generaciji 1996. sa 16 godina.
Godine 2006. izlazila je s Josèom Ronom dok su zajedno radili na projektu Código Postal.
U svibnju 2010. Jessica se udala za producenta Roberta Gómeza Fernándeza.

## Karijera
Karijeru je započela glumeći male uloge u telenovelama Zora i Rebelde. Realizirala je casting za telenovelu ''Código Postal'' redatelja Josèa Alberta Castra glumeći negativku Johannu Villareal.
Godine 2007. ponovno je surađivala s Josèom Albertom Castrom, ali ovaj put u seriji Palabra de Mujer (Ženina riječ), gdje je utjelovila lik Marìje Inés Castréjon, također negativkom, a naslovnu ulogu nosi Lidia Ávila. U poznatoj telenoveli Zauvijek zaljubljeni s Anom Brendom Contereas Jessica je Cristina. U toj je telenoveli morala surađivati s Josèom Ronom. Godine 2009.Jessica je pozvana da glumi u seriji Moj grijeh te je utjelovila mladu Renatu.
Godine 2010. stala je uz bok Silviji Navarro i Juanu Soleru u telenoveli Kad zavolim,vrijeme stane, koja je obnovljena verzija serije La Mentira (Laž) iz 1998., kad su glavne uloge tumačili Kate de Castillo, Guy Ecker i Karla Alvarez. Jessica u obnovljenoj verziji te serije tumači Robertu Monterrubio.
Krajem listopada, Jessica je potpisala ugovor za ulogu u telenoveli Un Refugio Para El Amor producenta Ignacia Sara Madera, a u glavnim su ulogama Zuria Vega i Gabriel Soto. Ta je telenovela nastala po uzoru na telenovelu Morelia. U telenoveli Un Refugio Para El Amor, Jessica bi glumila glavni negativni lik, kojeg je u starijoj verziji glumila bivša miss universe, Cecilia Bolocco.

## Filmografija

#### Televizija
- La tempestad

•Cuando me enamoro (Kad zavolim,vrijeme stane) 2010. – 2011.-Roberta Monterrubio/Gamba/Álvarez/Martínez/Soberón
•Mi pecado (Moj grijeh) 2009.-Renata Valencia
•Juro que te amo (Zauvijek zaljubljeni) 2008. – 2009.-Cristina de Urbina
•Palabra de mujer (Ženina riječ) 2007. – 2008.-María Inés Castrejón
•Código postal (Poštanski broj) 2006. – 2007.-Johanna Villareal

Jessica je glumila i u serijama,a one su:
•S.O.S.:sexo y otros secretos (S.O.S.:tajne)2007.
•Dia Negro (Crni dan)-gostujući lik
•Recuerdos y Secretos (Uspomene i tajne)-gostujući lik
•Extrañas decisiones (Čudne odluke)
Jessy se ne pojavljuje samo u televizijskom formatu,već i u kazalištu,a glumila je u predstavama:

•Chicas católicas
•Tu Tampoco Eres Normal

Jessica je 2011. godine bila nominirana za nagradu Premios TVyNovelas kao najbolja sporedna glumica u seriji Cuando Me Enamoro (Kad zavolim,vrijeme stane), ali ju nije osvojila.

## Vanjske poveznice
- esmas.com  Arhivirana inačica izvorne stranice od 3. siječnja 2012. (Wayback Machine) Životopis
- mcomet.com